# Asychis similis
Asychis similis är en ringmaskart som först beskrevs av Moore 1906.  Asychis similis ingår i släktet Asychis och familjen Maldanidae. Inga underarter finns listade i Catalogue of Life.